# Lilla Höbodtjärnen
Lilla Höbodtjärnen är en sjö i Krokoms kommun i Jämtland och ingår i Indalsälvens huvudavrinningsområde.